# آرون ستيوارت
آرون ستيوارت (17 نوفمبر 1950 في الولايات المتحدة - ) (بالإنجليزية: Aron Stewart)‏ هو لاعب كرة سلة أمريكي في مركزي مدافع مسدد الهدف وهجوم صغير الجسم.

## وصلات خارجية
- آرون ستيوارت على موقع كلية كرة السلة في سبورتس رفرنس.كوم (الإنجليزية)